# 斯特拉霍夫修道院

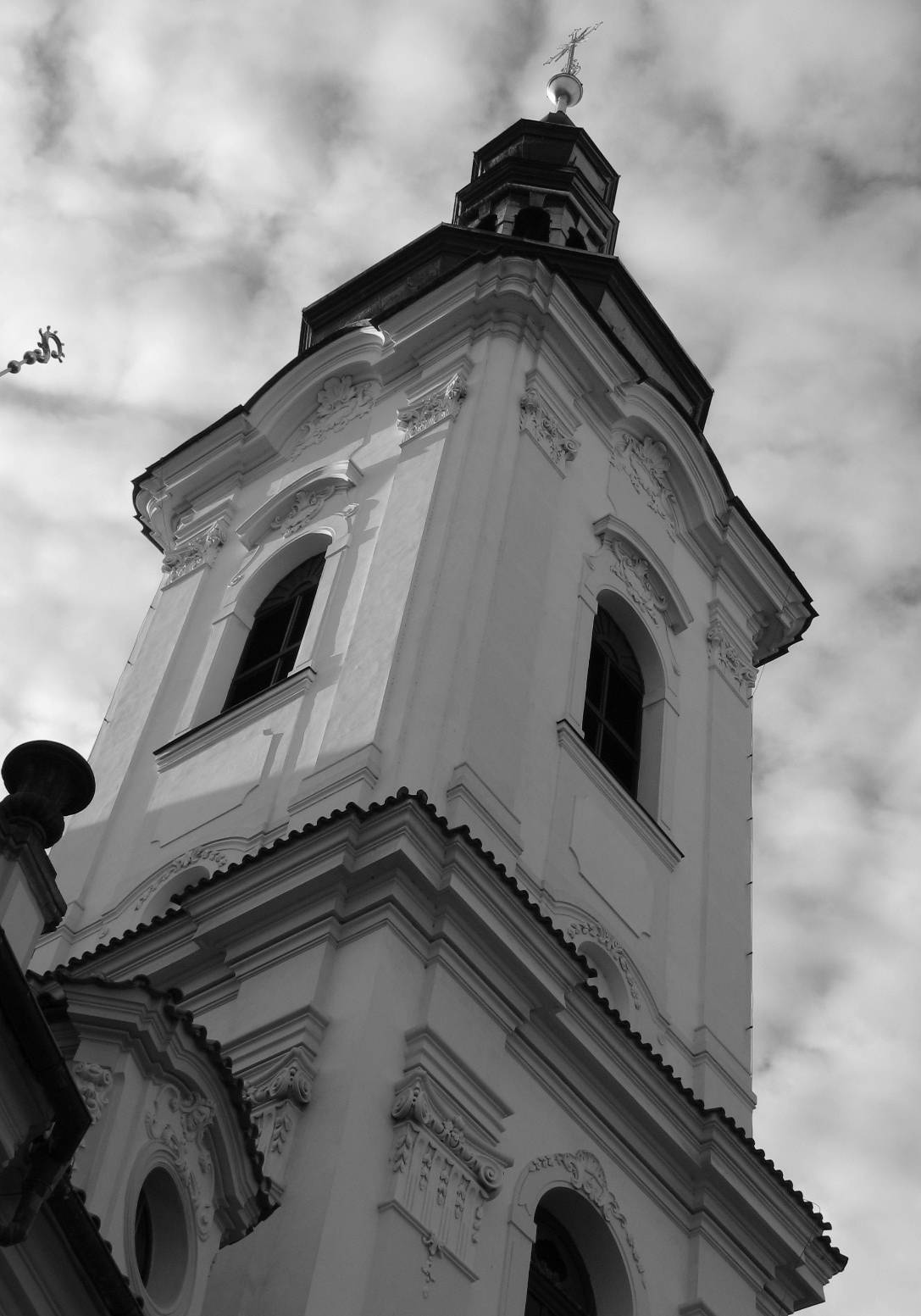
斯特拉霍夫修道院

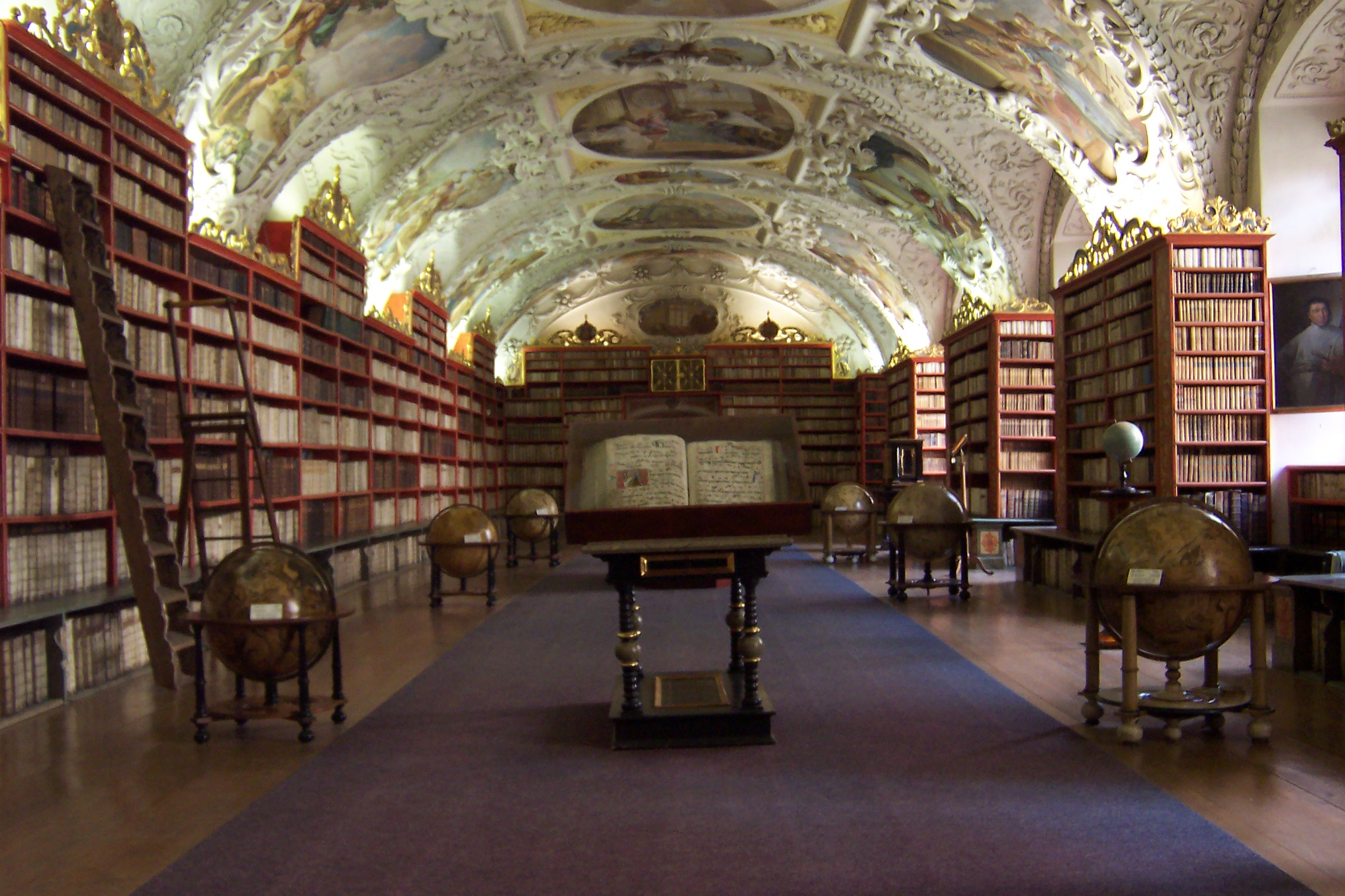
室内

斯特拉霍夫修道院（捷克語：Strahovský klášter）是一座普雷蒙特雷修会的修道院，位于捷克首都布拉格的斯特拉霍夫区。修道院内的圣母升天圣殿为教宗所封的宗座圣殿。